# Bagoas (gunstling)

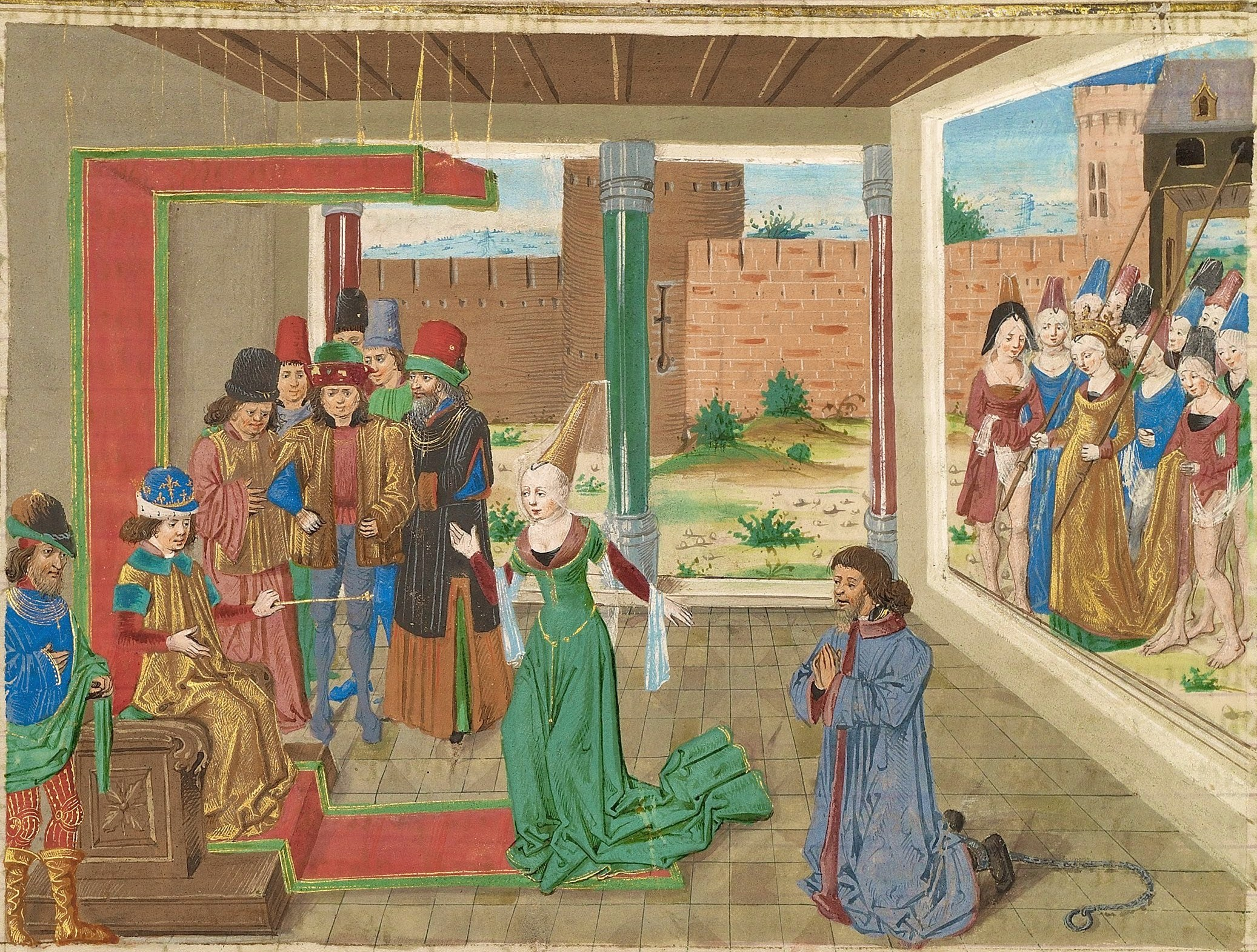
Bagoas (här avbildad som en kvinna) ber Alexander den store att benåda Nabarzanes

Bagoas (grekiska: Βαγώας), ibland kallad den yngre för att undvika förväxling med vesiren Bagoas, var en persisk eunuck, och favorit och älskare till Alexander den store.
Bagoas tillhörde från början Dareios III, men gavs till Alexander av Nabarzanes efter dennes mord på perserkonungen. Han beskrivs i källorna som mycket vacker. När persern Orsines försummade honom under utdelandet av presenter till Alexanders hov lär han ha övertalat sin älskare till att låta avrätta Orsines. Ett anekdot förtäljer att han blev kysst och smekt av Alexander till publikens jubel under ett offentligt skådespel, efter att ha vunnit en tävling i sång och dans.